# Sonny Berman
Saul Berman  (New Haven, 21 april 1925 - New York, 16 januari 1947) was een Amerikaanse jazztrompettist van de bop.

## Biografie
Berman begon op 16-jarige leeftijd als professioneel muzikant en werkte bij Georgie Auld, Louis Prima, Sonny Dunham, Tommy Dorsey, Harry James en Benny Goodman. Hij blijft vooral in herinnering door zijn lidmaatschap in de First Herd van Woody Herman, waarin hij speelde van februari 1945 tot de ontbinding eind 1946. Berman viel op door zijn innovatieve soli en de veelzijdigheid van zijn stijl.
In het zog van het boptijdperk was hij net bezig om zich een reputatie op te bouwen door eigen opnamen. In de Woodchopper's Holiday-Session nam hij op 24 januari 1946 met bopmuzikanten rondom Serge Chaloff de nummers Ciretose, Down With Up, Hoggimous Higgimous en The Slumbering Giant op.

## Overlijden
Sonny Berman overleed in 1947 op 22-jarige leeftijd in New York, vermoedelijk aan een overdosis drugs.

## Discografie
- 1946: Sidewalks of Cuba (met Woody Herman)
- 1947: Curbstone Scuffle
- 1946: Woodchopper's Holiday, jamssessie met Al Cohn, Eddie Safranski, Ralph Burns, Serge Chaloff, Earl Swope, Marky Markowitz, Don Lamond